# Kavernenkraftwerk

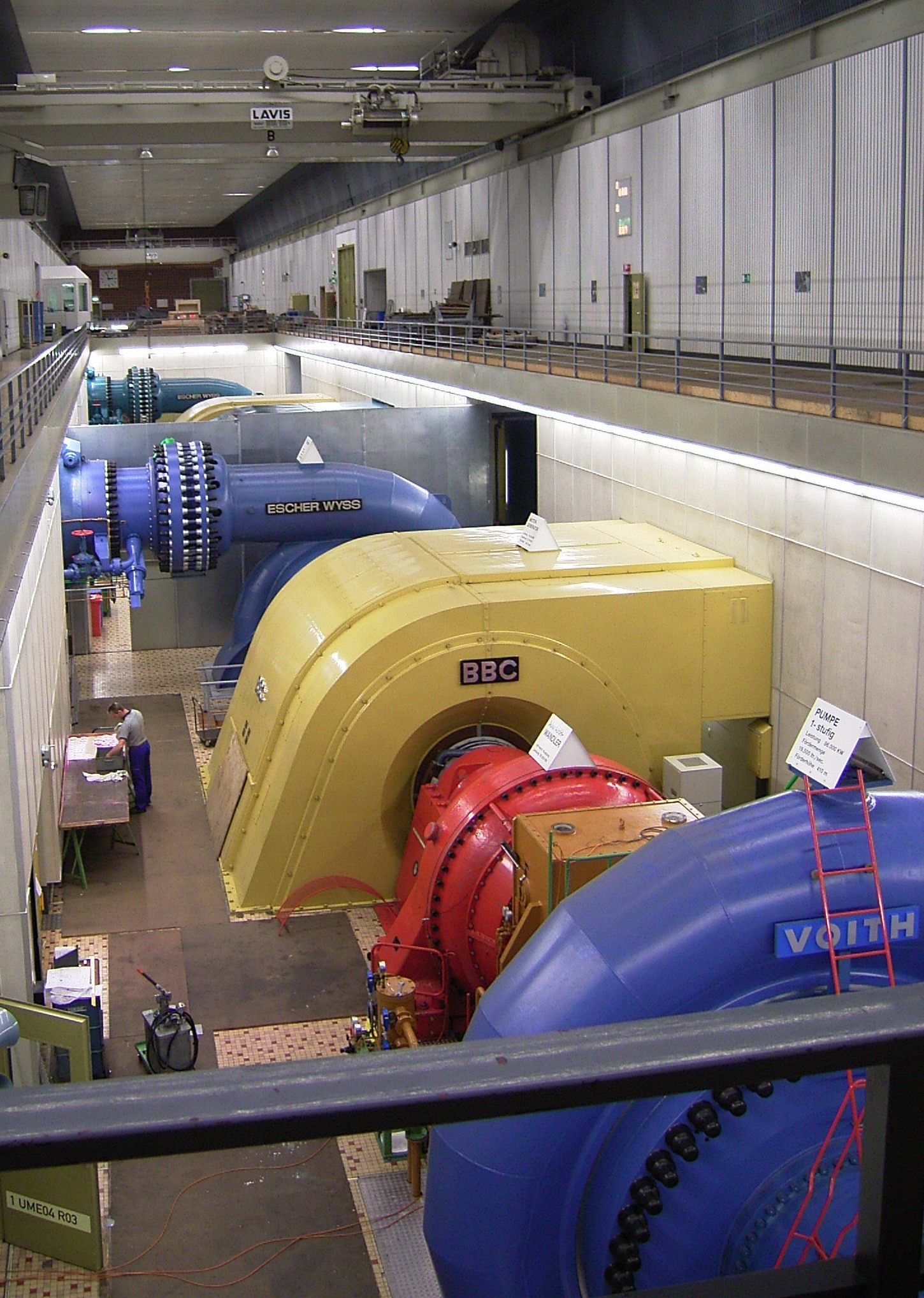
Kaverne des Kavernenkraftwerks Bad Säckingen

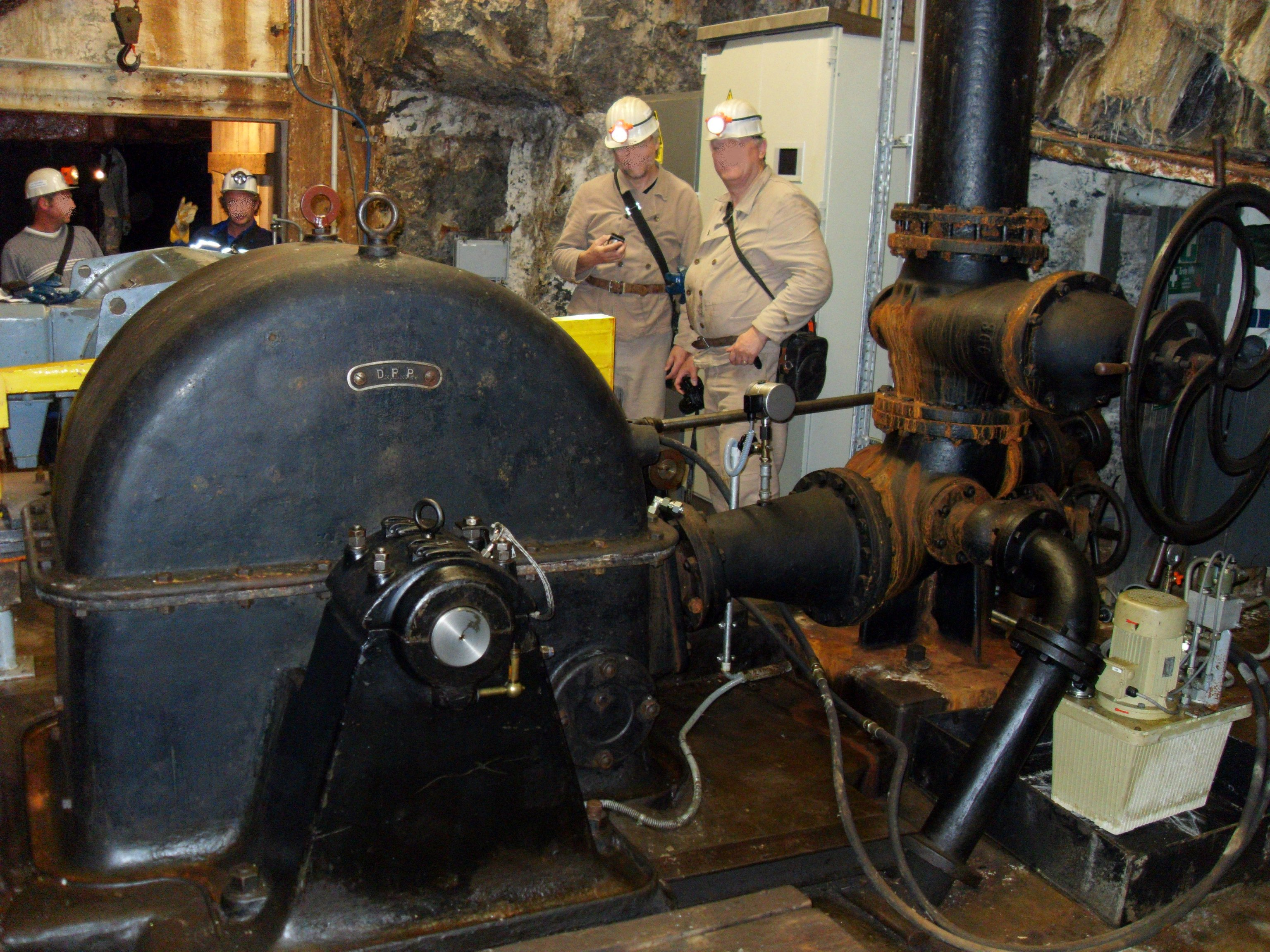
Kavernenkraftwerk „Sieberstollen“ in der Grube Samson, St. Andreasberg. Turbine und Schieber im Vordergrund stammen noch aus dem Jahre 1912

Ein Kavernenkraftwerk ist ein Wasserkraftwerk, bei dem die Maschinenanlagen (Turbinen, Pumpen, Generatoren, Transformatoren usw.) in einem in den Fels gesprengten Hohlraum (Kaverne) eingebaut sind. Diese Bauart kommt ohne Maschinenhaus aus.
Die Wasserzuleitungen und -ableitungen eines Kavernenkraftwerkes verlaufen meist vollständig unterirdisch als Stollen im Fels oder als Rohrleitungen.
Diese Kraftwerksunterbringung wird oft dort gewählt, wo nicht genügend Platz zur Verfügung steht (in engen Tälern). Außerdem aus Umweltschutzgründen, um das Landschaftsbild nicht zu beeinträchtigen oder Schallemissionen zu verhindern. Technisch haben Kavernenkraftwerke oft den Vorteil, dass sie deutlich tiefer als das Unterwasserbecken positioniert werden können und durch den höheren Druck im Druck- und im Saugrohr Kavitation minimiert wird.
Das erste Kavernenkraftwerk der Welt liegt bei Snoqualmie im US-Bundesstaat Washington und ging 1898 in Betrieb. Die ersten Kavernenkraftwerke in Deutschland folgten 1912 in der Grube Samson im Harz und 1914 im Drei-Brüder-Schacht in Sachsen, wobei Letzteres als erstes Kraftwerk dieser Art einen unterirdischen Stauraum benutzte.

## Liste von Kavernenkraftwerken
In Deutschland:
- im Drei-Brüder-Schacht, Zug bei Freiberg (Sachsen), Kraftwerk seit 1914, 1972 stillgelegt
- im Pumpspeicherkraftwerk Goldisthal (1060 MW)
- im Pumpspeicherkraftwerk Markersbach (1050 MW)
- im Kraftwerk Wehr mit dem Pumpspeicherwerk Hornbergbecken an der Wehra am Wehrastausee im Schwarzwald (Baden-Württemberg)
- im Pumpspeicherkraftwerk Waldeck II (480 MW) an der Eder am Affolderner See in (Nord-Hessen)
- am Rhein, Kavernenkraftwerk Bad Säckingen mit Pumpspeicherbecken Eggberg
- in der Grube Samson, Sankt Andreasberg im Oberharz
- seit Januar 2024 in der Bauphase, Rudolf-Fettweis-Werk, Forbach (Baden) im Murgtal[1]

In Österreich:
| Kraftwerk   | Kraftwerksgruppe                    | Leistung | Inbetriebnahme        | Bundesland     |
| ----------- | ----------------------------------- | -------- | --------------------- | -------------- |
| St. Martin  |                                     | 011 MW   | Vollbetrieb seit 1965 | Steiermark     |
| Kopswerk I  | Kraftwerksgruppe Obere Ill-Lünersee | 247 MW   | Vollbetrieb seit 1970 | Vorarlberg     |
| Kopswerk II | Kraftwerksgruppe Obere Ill-Lünersee | 450 MW   | Vollbetrieb seit 2008 | Vorarlberg     |
| Limberg II  | Kraftwerksgruppe Kaprun             | 480 MW   | Vollbetrieb seit 2011 | Salzburg       |
| Reißeck II  | Kraftwerksgruppe Reißeck-Kreuzeck   | 430 MW   | Vollbetrieb seit 2016 | Kärnten        |
| Fulpmes     | ÖBB-Kraftwerk Fulpmes               | 015 MW   | Vollbetrieb seit 1983 | Tirol          |
| Limberg III | Kraftwerksgruppe Kaprun             | 480 MW   | 2025 geplant          | Salzburg       |
| Kühtai 2    | Kraftwerksgruppe Sellrain-Silz      | 190 MW   | 2026 geplant          | Tirol          |
| Ebensee     |                                     | 170 MW   | 2027 geplant          | Oberösterreich |

In der Schweiz:
- Innertkirchen I 235 MW, Vollbetrieb seit 1943, Kanton Bern
- Grimsel II 344 MW, Vollbetrieb seit 1980, Kanton Bern
- Innerferrera 185 MW, Vollbetrieb seit 1963, Kanton Graubünden
- Lavey 67 MW, Vollbetrieb seit 1951, Kanton Waadt

In Neuseeland:
- Manapouri 850 MW, nach Umbau und Erweiterung August 2007, erste Inbetriebnahme 1969

In Norwegen:
- Såheim Kraftwerk, aggregat 12, Vollbetrieb seit 1914, Rjukan
- Bjørkåsen Kraftwerk, Vollbetrieb seit 1921, Ballangen
- Sima-Kraftwerk in der Kommune Eidfjord
- Kraftwerk Tysso II in Tyssedal

In Schweden:
- Porjus Kraftwerk, 1915, Lule älv

In der Tschechischen Republik:
- Lipno I 120 MW, Vollbetrieb seit 1960, Okres Český Krumlov (Bezirk Krumau, Südböhmen)

In Vereinigte Staaten:
- Snoqualmie Falls Kraftwerk, 1899, nahe Seattle im US-Bundesstaat Washington.

In Peru:
- Cañón del Pato 243 MW, in der Region Ancash in den nordöstlichen Anden[3]